# كورت بوريس
كورت بوريس (بالإنجليزية: Kurt Burris)‏ هو لاعب كرة قدم أمريكية أمريكي، ولد في 27 يونيو 1932 في نواتا في الولايات المتحدة، وتوفي في 21 يوليو 1999 في بيلينغز في الولايات المتحدة.